# 274334 Kyivplaniy
274334 Kyivplaniy è un asteroide della fascia principale. Scoperto nel 2008, presenta un'orbita caratterizzata da un semiasse maggiore pari a 2,6792253 UA e da un'eccentricità di 0,1883076, inclinata di 6,18813° rispetto all'eclittica.